# باري ك. شوارتز
باري ك. شوارتز (بالإنجليزية: Barry K. Schwartz)‏ هو شخصية أعمال أمريكي، ولد في 25 مايو 1942 في نيويورك في الولايات المتحدة.